# 小行星8716
小行星8716（8716 Ginestra）是一颗绕太阳运转的小行星，为主小行星带小行星。该小行星于1995年9月23日发现。

## 轨道参数
小行星8716的轨道半长轴为3.1505612 UA，离心率为0.117。